# 粮丰西泡
粮丰西泡是一个位于中国吉林省通榆县的湖泊，面积约为2.4平方千米，平均水深约为0.5米。